# Produkt (ekonomi)

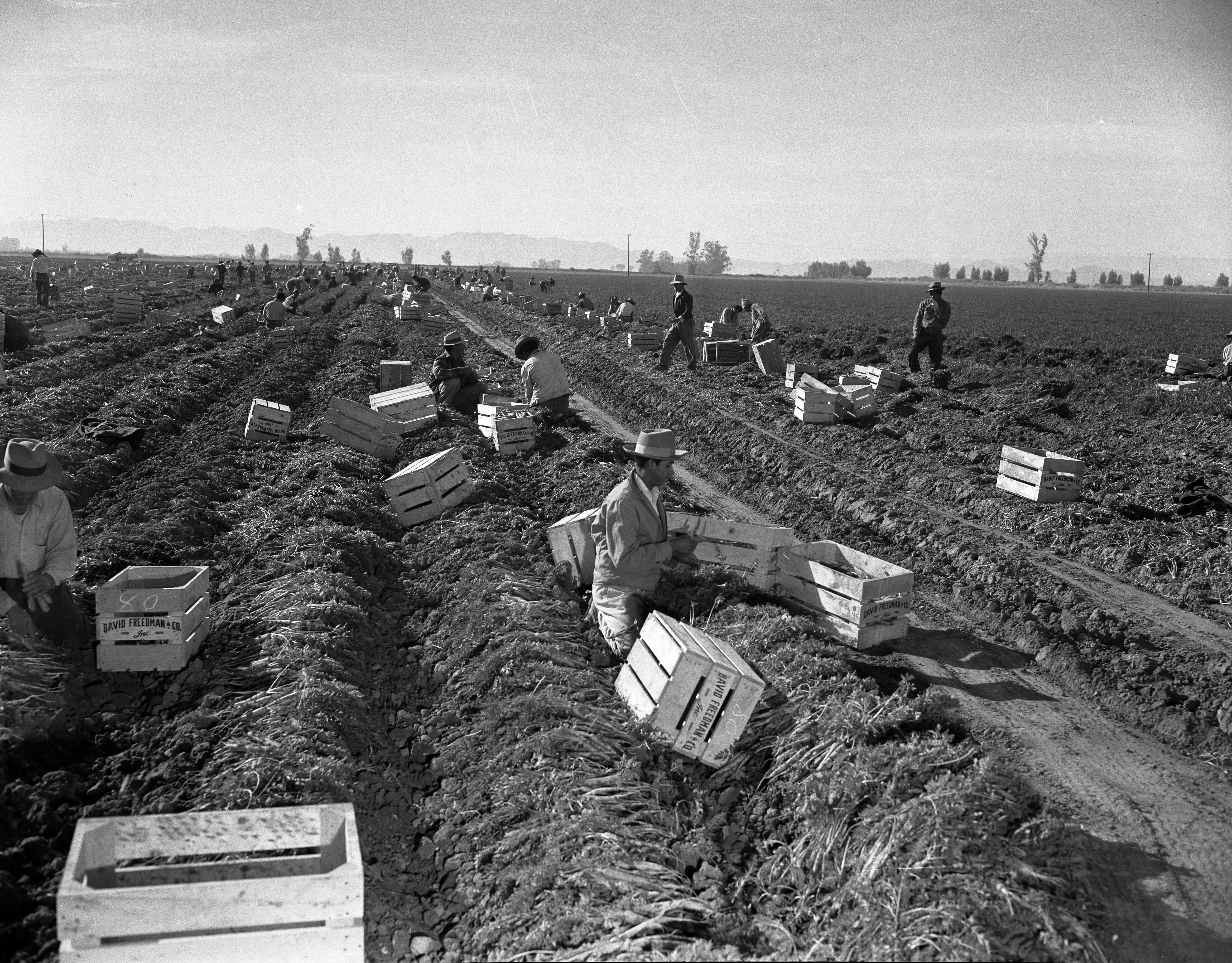
Arbetare som skördar morötter, en jordbruksprodukt som odlats i tusentals år.

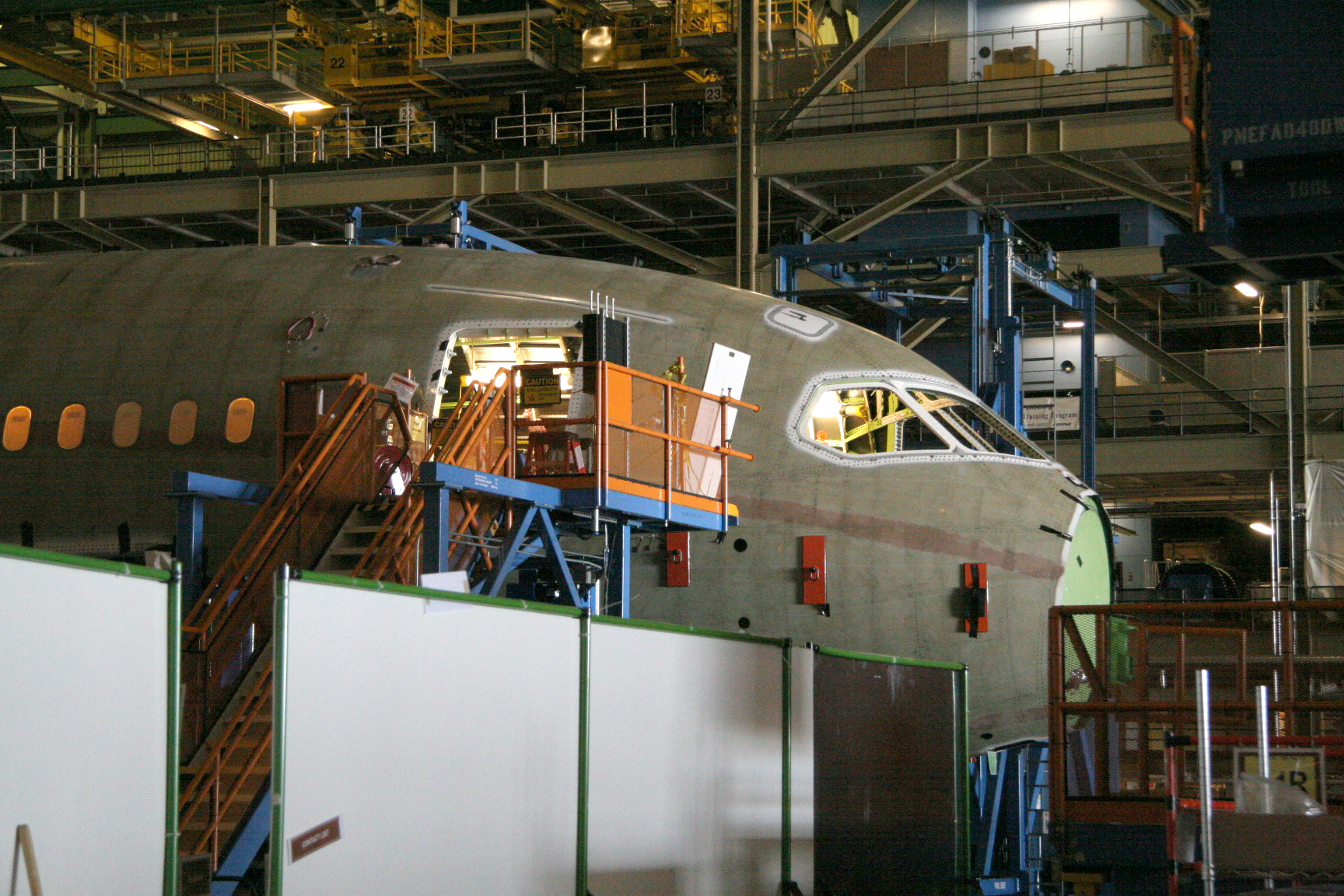
Slutmontering av en Boeing 787. Ett flygplan är en avancerad produkt som behöver en mängd olika insatsvaror, kapitalvaror och intellektuellt kapital för sin produktion.

Produkt är resultatet av utfört arbete. Som regel avses en materiell produkt, en vara från varuproduktion, men även tjänster betraktas numera som produkter. Även immateriella produkter är resultat av arbete, i synnerhet om upphovsrättslig verksgrad uppnåtts, det vill säga om produktens resultat är att betrakta som ett helt eller delar av ett verk (ord, bild, manus, musik, mönster och så vidare). Kärnprodukten är den egentliga/ursprungliga varan eller tjänsten. Kringprodukter är varor och tjänster som erbjudes som komplement till kärnprodukten.

## Vad är en produkt?
Ordet produkt syftar ibland på ett enskilt exemplar, ibland på en typ. När man talar om en produkts livscykel med introduktion, tillväxt, mognad, stagnation och nedgång, handlar det om hela produkttypens liv. När man gör en livscykelanalys på en produkt, studerar man istället ett enskilt exemplars liv från tillverkning och användning till återvinning.
Betydelsen av ordet produkt, avseende en kommersiell produkt, har på senare år delats upp till att innehålla en varudel och en tjänstedel. De flesta produkter som lanseras idag innehåller en kombination av båda. De flesta produkter innehåller med andra ord en tjänstedel. Till exempel kan en bil innehålla tjänster som leasing, försäkring, serviceintervall, garanti med mera, och en mobiltelefon kan innehålla olika finansieringsformer och abonnemang. På samma sätt innehåller många tjänster en vara: en rehabiliteringstjänst kan innehålla ett antal träningsmaskiner och datorprogram, och en banktjänst kan innehålla en bankomat och ett kort.